# Budismo y ciencia
Budismo y ciencia hace alusión a la exploración de las conexiones potenciales entre ambas disciplinas.

## Fundamentación
Enfocándose en la naturaleza de la mente y sus implicaciones para el concepto de la realidad, algunos piensan que el budismo ofrece una aplicación novedosa en varias áreas de la ciencia, más exactamente en psicología, estudios de conciencia y teoría cuántica, pero también en evolución y cosmología.
El budismo reconoce en la enseñanza del propio Buda más un método que una doctrina; un método similar al método científico, en el sentido que indaga para descubrir la verdad, sin prejuicios y con total libertad para criticar o poner en duda enseñanzas o teorías del pasado. En otras palabras, lo que el budismo enseña puede verificarse de una forma esencialmente idéntica a cómo se confirma la validez de las teorías científicas.
Esa cercanía que hay entre algunas escuelas de budismo y la ciencia occidental, ha despertado recientemente el interés de muchos investigadores de campos tan diversos como la neurología y la física subatómica, y es así como han tenido lugar una serie de encuentros en que científicos y budistas han intercambiado el conocimiento de sus respectivas teorías para determinar si éstas se contradicen o —por el contrario— se refuerzan.
El biólogo chileno Francisco Varela (1946-2001) jugó un rol fundamental en esta iniciativa de vincular el budismo con la ciencia. Su enfoque de la enacción, basado en la «teoría de la autopoiesis», resuena de manera notable con la filosofía tibetana más avanzada, conocida como madhyamaka (el camino medio).

### Kalama Sutra
El kalama sutra da apoyo a la sinergia entre budismo y la ciencia, por insistir en una apropiada evaluación de la evidencia, en vez de confiar en la fe o en la simple especulación:
"Es correcto que vosotros, Kalamas, dudéis, vaciléis... No aceptéis lo que ha sido adquirido a fuerza de oírlo repetidamente; ni lo que la tradición dice, ni el rumor, ni lo que está en las escrituras, ni lo que se supone que es cierto, ni lo que dicen los axiomas, ni los razonamientos engañosamente brillantes, ni porque tengáis propensión hacia una idea que provenga del pasado, ni lo que depende de la aparente capacidad de otros, ni porque penséis: 'el monje es nuestro maestro...'"

### Budismo y física
Los intentos de unir conceptos budistas como no dualismo con conceptos usados en física como dualidad onda-partícula, popularizados a través de libros como El Tao de la Física (1975, del físico austriaco Fritjof Capra [1939-]) y The Dancing Wu Li Masters (1979, del escritor estadounidense Gary Zukav), hasta ahora han demostrado ser sólo provocativos. 
Afirmaciones de que pioneros de la teoría cuántica como Werner Heisenberg (1901-1976) y Erwin Schrödinger (1887-1961) fueron influidos profundamente por conceptos budistas, no están respaldadas ni por sus propios escritos ni por biografías autorizadas.

### Budismo y psicología
En 1974 el maestro budista Chögyam Trungpa (1939-1987) predijo que «el budismo llegará al Occidente como psicología» (una visión al parecer recibida con escepticismo en ese tiempo). A la fecha, sin embargo, conceptos budistas han hecho incursiones en las ciencias de la psicología. Algunas teorías científicas modernas como la psicología rogeriana muestran estrechos paralelismos con el pensamiento budista.

### Budismo y biología evolucionista
Algunos trabajos interesantes sobre la relación entre budismo y ciencia se están adelantando al comparar las teorías de la escuela yogāchāra (del budismo mahāyāna), relativas a la conciencia de reserva, con la biología evolucionista moderna, especialmente sobre el ADN.[cita requerida] Este nexo se funda en que la teoría yogachara de las semillas kármicas funciona bien para explicar el problema de «naturaleza vs. educación» (véanse los trabajos de William Walron sobre este tema).

### Meditación y ciencia

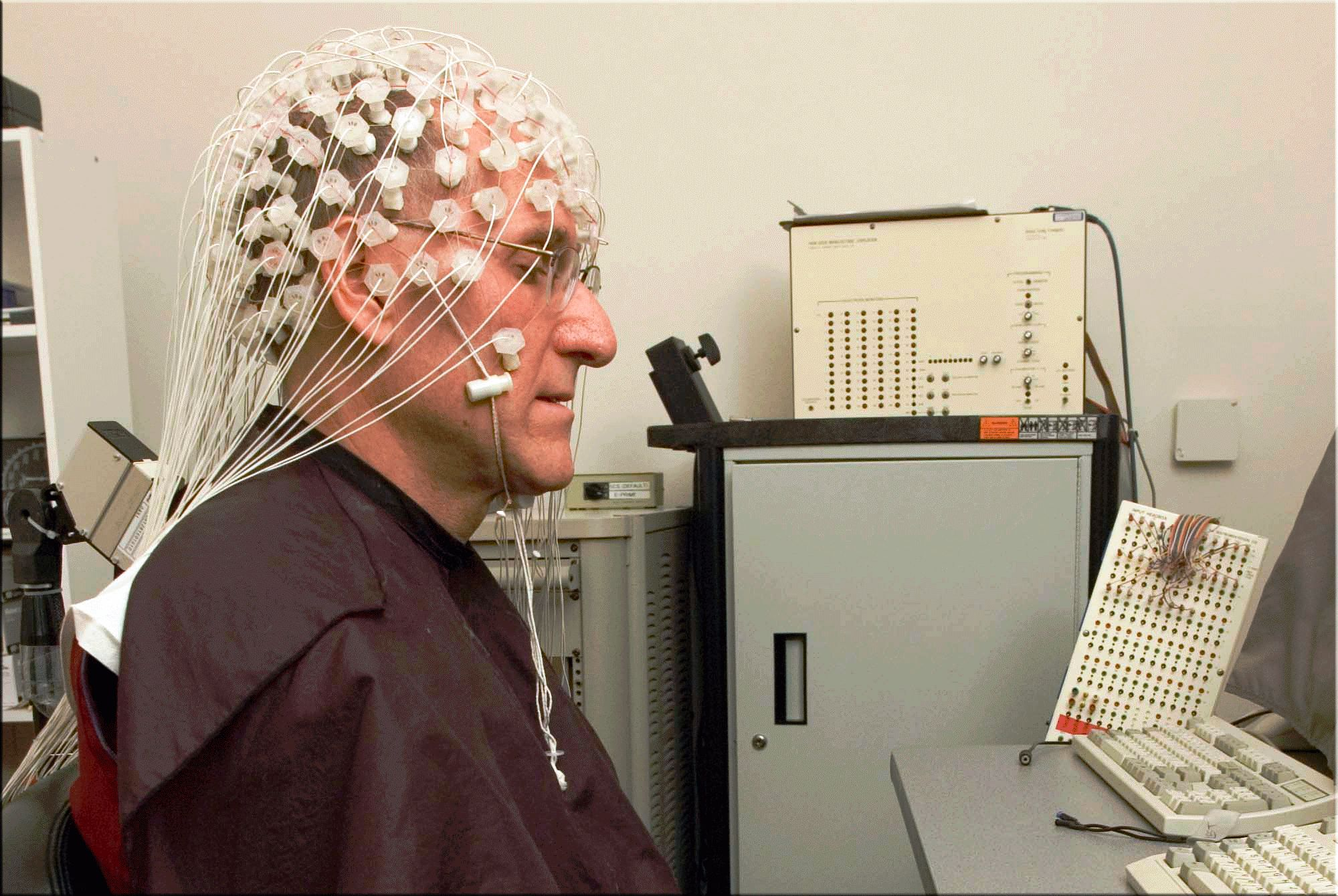
Monje budista meditando mientras se le realiza una electroencefalografía para la investigación en neurociencia

Durante los años setenta, varios estudios experimentales sugirieron que la meditación budista puede relacionarse con un amplio rango de estados psicológicos.[cita requerida] El interés en valerse de la meditación como un medio para producir estados mentales ha sido revivido recientemente a partir de la disponibilidad creciente de tecnologías de exploración del cerebro como IRMf (fMRI en inglés) y SPECT.[cita requerida]
Estos estudios han sido alentados entusiastamente por el Dalái lama actual, Tenzin Gyatso (1935-), quien ha expresado su interés en explorar la conexión entre budismo y ciencia occidental, y asiste regularmente a las "Conferencias de la Mente y la Vida" .